# Nazismo en Chile

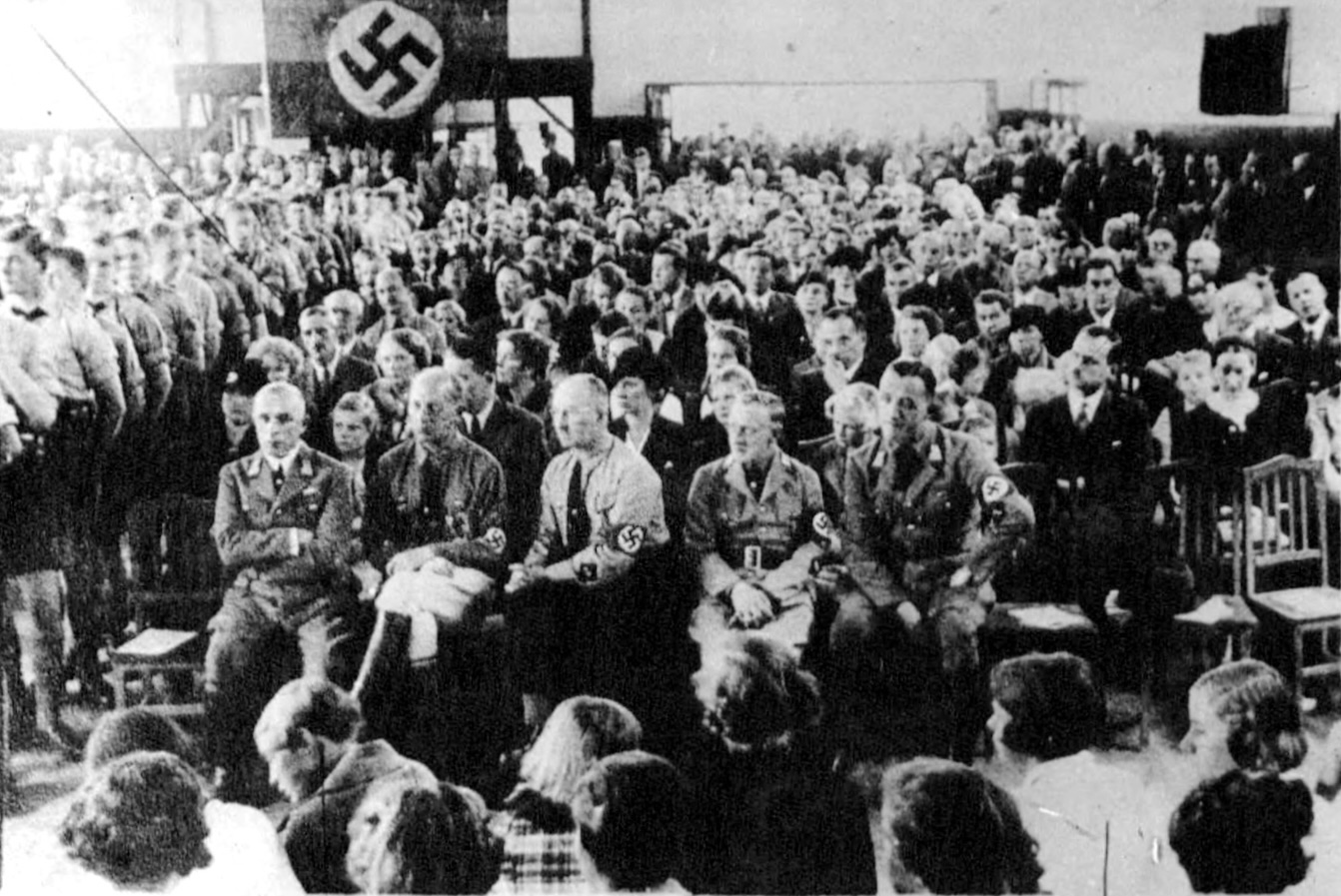
Asamblea nazi en Chile,
1945.

El nazismo en Chile tiene una larga historia que se remonta a la década de 1930.

## Política nacional
Luego de la disolución del Movimiento Nacional-Socialista de Chile (MNSCH) en 1938, notables exmiembros del MNSCH emigraron al Partido Agrario Laborista (PAL), obteniendo altos cargos dentro de la colectividad. Aunque todos los exmiembros del MNSCH se unieron al PAL; algunos continuaron formando partidos de la línea MNSCH hasta 1952. Un nuevo partido nazi que seguía la línea del Partido Nazi Estadounidense fue formado en 1964 por el maestro de escuela Franz Pfeiffer, entre las actividades de este grupo estaban la organización de un concurso de belleza Miss Nazi y la formación de una rama chilena del Ku Klux Klan. El partido se disolvió en 1970, pero Pfeiffer intentó reiniciarlo nuevamente en 1983, esto a raíz de una ola de protestas contra la dictadura militar de Augusto Pinochet, tratando se aprovechar el malestar de la sociedad por la sitaución nacional en ese entonces.
Históricamente el nazismo también tuvo detractores en Chile; ejemplo de ello es el telegrama enviado por Salvador Allende y otros miembros del Congreso de Chile a Adolf Hitler tras la Kristallnacht (1938) en el que denunciaban la persecución de los judíos.

### Grupos neonazis
- Acción Identitaria (AI): movimiento político neonazi y xenófobo.[3][4]
- Frente Orden Nacional (FON): movimiento político neonazi fundado el 5 de septiembre de 2008 y disuelto el 9 de agosto de 2012; nace como sucesora del MNSTCh.
- Fuerza Nacional-Identitaria: Influenciado doctrinalmente por filósofos Tomislav Sunic, Friedrich Nietzsche, Julius Evola y los intelectuales de la Nouvelle Droite en general, el grupo propone unir a aquellas personas nacidas en Latinoamérica bajo la premisa de sangre y suelo.[5][6]
- Juventudes Nacional Revolucionarias: Existirían desde 1982 a 1986 bajo la revista "CEDADE - CHILE". El grupo era dirigido por Aldo Rossi junto con 5 personas más, el grupo era de inspiración integrista católico. Su principal actividad fue difundir libros y propaganda neonazi.[7]
- Guardián de los Andes: movimiento paramilitar fundado por Rafael Núñez en 1994, estos usaron elementos relacionados con la Alemania nazi. El grupo estuvo inspirado en Erwin Robertson y su revista Ciudad de los Cesares.[8]
- La Vanguardia: sección de choque fundada en 2019 que participó en distintas protestas de movimientos de extrema derecha. Ha estado involucrada en múltiples hechos de violencia política callejera.
- Movimiento de Acción Nacional-Socialista Chile (MANS): Fue fundado en 1996 como "Estandarte Horst Wessel" hasta abril de 2002 convirtiéndose en MANS Chile, liderado por el general en retiro Adolfo Fuentealba Somov.[9] Mantenían una revista llamada Nuestra Lucha que posterior a su primera tira fue requisado por el Ministerio Público.[10][11]
- Movimiento Nacional Socialista de los Trabajadores Chilenos (MNSTCh): movimiento político neonazi que existió entre 2004 y 2008, fundado por el movimiento Vanguardia NS y antiguos miembros del Partido Nacional Socialista Obrero de Chile. El movimiento fue acusado por el Movimiento de Integración y Liberación Homosexual (Movilh) de realizar actos en contra de esta organización, y cometer actos homofóbicos en general.
- Movimiento Nacionalista de Chile: Fundado en 1984 por Marcelo Saavedra Fuentes, posteriormente se convertiría en Movimiento Nacionalista Revolucionario de Chile. Mantendría una estructura paramilitar y apoyaría la Revolución Islámica de Irán. Actuó mayormente en Concepción.[8]
- Movimiento Nacionalsocialista Unificado: Fue fundado el 5 de septiembre de 1988 por Victor Sieveking (1945-2011) en la conmemoración de la Matanza del Seguro Obrero dirigidos por Miguel Serrano. Se autodenominaba sucesor del MNSCH.[12]
- Movimiento Nazi Chileno (MNC): Fundado en 1991 por Eugenio Lutz (exmiembro del Partido Nacional Socialista Obrero de Chile) que agrupo a una docena de jóvenes y adultos, muchos de ellos supuestamente relacionados con la DINA.[8][13] El movimento mantuvo una revista online alojada en libreopinion.com en la que atacaba a Alexis López Tapia y al Movilh,[14]junto con estos también publicó artículos racistas sobre la superioridad de la raza blanca varios de estos fueron publicados en la revista del Círculo de Estudios Indoeuropeos.[15][16] También fue conocido como "Grupo Eugenio Lutz" y Eugenio Lutz se hacía llamar "Herr Lutz".[13][14]
- Movimiento Resistencia Patriota (MRP), grupo surgido en reacción al Estallido social. Operó entre 2019 y 2020 bajo el mando del neonazi Alexis López Tapia.[17]
- Movimiento Social Patriota (MSP), grupo neonazi.
- Partido Nacional Socialista Obrero de Chile (PNSO)
- Partidarios por la Defensa de Chile (PADECHI): Fue un movimiento de un solo hombre, Mario Barrientos que editaba los periódicos "Viva la Patria" y "Los Patriotas".[18]
- Patria Nueva Sociedad (PNS) grupúsculo neonazi chileno, fundado en 1999 y disuelto en 2010, y dirigido durante toda su historia por Alexis López Tapia.

## Comunidad alemana en Chile

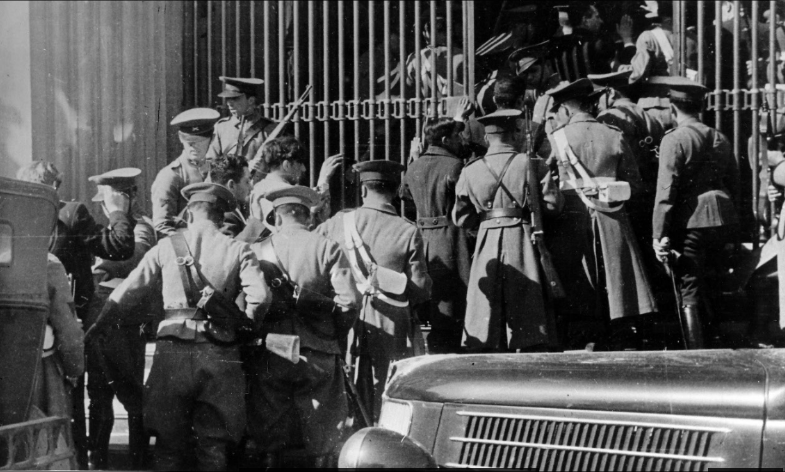
Matanza del Seguro Obrero.

Incluso antes de la toma de Alemania por los nazis en 1933, había una organización juvenil chilena alemana con una fuerte influencia nazi. La Alemania nazi siguió una política de nazificación de la comunidad chilena alemana. Estas comunidades y sus organizaciones fueron consideradas una piedra angular para extender la ideología nazi en todo el mundo por parte de la Alemania nazi. Es ampliamente conocido que, aunque hubo discrepancias, la mayoría de los chilenos alemanes eran partidarios pasivos de la Alemania nazi. El nazismo estaba muy extendido entre la jerarquía de la Iglesia Luterana Alemana en Chile, 7 de los 8 pastores protestantes estaban asociados al NSDAP. Se inició un capítulo local del Partido Nazi en Chile primero en Santiago en 1932, siendo seguido por Concepción, Osorno y Valparaiso. En 1937 el partido nazi en Chile tenía 985 militantes; en 1939 1.005 y en 1944 1.107, siendo la población alemana en Chile de 35.000 descendientes, siendo a nivel proporcional el que tuvo mayor número de miembros en América Latina.
En Chile, el Movimiento Nacional-Socialista de Chile tuvo un apoyo inicial por parte de la comunidad alemana residente, pero posteriormente este disminuyó por la política de asimilacion pro-chilena que este tenía hacia esta. El capítulo chileno del NSDAP/AO fue una expresión más propiamente alemana y abiertamente racista y nordicista, en donde no se permitía el ingreso de chilenos sin sangre alemana pura.
Si bien la Alemania nazi siguió una política de nazificación de las comunidades alemanas en el extranjero, la comunidad alemana en Chile no actuó como una extensión del Estado alemán en un grado significativo como en Argentina o Brasil.
Dentro de la comunidad alemana existió una red de espionaje alemana para Latinoamérica que tuvo como sede Valdivia, esta estuvo bajo vigilacia de la Policía de Investigaciones junto con el FBI bajo del "Departamento 50" dirigido por Hernán Barros Bianchi. Los alemanes mantenían una red de radios, en donde, mantenían comunicación de información secreta hacia Alemania. Con esta lucha se desbarató la red y se realizaron arrestos masivos a sus involucrados, entre ellos sus principales líderes Albert von Appen, Bernardo Timermann y Augusto Kroll.